# Penetrómetro Borros
El penetrómetro Borros es un tipo de prueba de penetración dinámica con registro continuo, que se emplea en la caracterización de un terreno, dentro de un reconocimiento geotécnico.
Es un penetrómetro dinámico de origen sueco, que a pesar de no estar normalizado en España, ha sido utilizado con gran profusión hasta hoy en día.
Presenta las siguientes características, parecidas a las del penetrómetro DPSH, si bien proporcionan algo menos de energía:
- Se mide el golpeo necesario para profundizar 20 centímetros -> {\displaystyle N_{B}}.
- Rechazo (R) cuando {\displaystyle N_{B}} > 100.
- Peso de la maza = 63'5 kilopondios.
- Altura de caída = 50 centímetros.
- Sección de la punta cónica perpendicular al eje de penetración = 11'34 centímetros cuadrados (diámetro = 38 milímetros).

Al no estar normalizado hay pruebas realizadas con el penetrómetro Borros que utilizan distintos valores para la longitud de caída (60 centímetros) y para la forma y sección de la punta (cuadrada de 16 centímetros cuadrados).